# Deutsche Fechtmeisterschaften 1999
Bei den Deutschen Fechtmeisterschaften 1999 wurden Einzel- und Mannschaftswettbewerbe in den Disziplinen Herrendegen, Herrensäbel und Herrenflorett ausgetragen. Bei den Damen wurden neben Florett und Degen auch erstmals Meisterschaften im Damensäbeleinzel ausgefochten. Mannschaftswettbewerbe im Damensäbel kamen bei den Meisterschaften 2000 hinzu. Da es im Einzel kein Gefecht um den dritten Platz gab, teilten sich diesen die beiden Halbfinalisten. Die Meisterschaften wurden vom Deutschen Fechter-Bund organisiert.

## Herren

### Florett (Einzel)
| Platz | Sportler         | Verein                |
| ----- | ---------------- | --------------------- |
| 1     | Ralf Bißdorf     | Heidenheimer SB       |
| 2     | André Weßels     | FC Tauberbischofsheim |
| 3     | Lars Schache     | FC Tauberbischofsheim |
| 3     | Wolfgang Wienand | OFC Bonn              |

### Florett (Mannschaft)
| Platz | Verein                | Sportler |
| ----- | --------------------- | -------- |
| 1     | FC Tauberbischofsheim |          |
| 2     | OFC Bonn              |          |
| 3     | Heidenheimer SB       |          |

### Degen (Einzel)
| Platz | Sportler        | Verein                  |
| ----- | --------------- | ----------------------- |
| 1     | Arnd Schmitt    | TSV Bayer 04 Leverkusen |
| 2     | Oliver Lücke    | OFC Bonn                |
| 3     | Daniel Strigel  | FC Tauberbischofsheim   |
| 3     | Michael Flegler | FC Tauberbischofsheim   |

### Degen (Mannschaft)
| Platz | Verein                | Sportler |
| ----- | --------------------- | -------- |
| 1     | Heidenheimer SB       |          |
| 2     | OFC Bonn              |          |
| 3     | FC Tauberbischofsheim |          |

### Säbel (Einzel)
| Platz | Sportler          | Verein                |
| ----- | ----------------- | --------------------- |
| 1     | Steffen Wiesinger | FC Tauberbischofsheim |
| 2     | Christian Kraus   | TSG Eislingen         |
| 3     | Michael Huchwajda | FC Tauberbischofsheim |
| 3     | Martin Wendel     | FC Tauberbischofsheim |

### Säbel (Mannschaft)
| Platz | Verein                  | Sportler                                                  |
| ----- | ----------------------- | --------------------------------------------------------- |
| 1     | TSG Eislingen           | Christian Kraus Michael Herm Mark Zimmermann Harald Stehr |
| 2     | Königsbacher SC Koblenz |                                                           |
| 3     | TSV Bayer Dormagen      |                                                           |

## Damen

### Florett (Einzel)
| Platz | Sportler          | Verein                |
| ----- | ----------------- | --------------------- |
| 1     | Simone Bauer      | FC Tauberbischofsheim |
| 2     | Monika Weber      | OFC Bonn              |
| 3     | Martina Gutermuth | FC Tauberbischofsheim |
| 3     | Gesine Schiel     | FC Tauberbischofsheim |

### Florett (Mannschaft)
| Platz | Verein                | Sportler |
| ----- | --------------------- | -------- |
| 1     | FC Tauberbischofsheim |          |
| 2     | ETuF Essen            |          |
| 3     | SC Berlin             |          |

### Degen (Einzel)
| Platz | Sportler         | Verein              |
| ----- | ---------------- | ------------------- |
| 1     | Imke Duplitzer   | Heidenheimer SB     |
| 2     | Kristina Ophardt | Fechtclub Offenbach |
| 3     | Claudia Bokel    | OFC Bonn            |
| 3     | Katja Nass       | Fechtclub Offenbach |

### Degen (Mannschaft)
| Platz | Verein                | Sportler |
| ----- | --------------------- | -------- |
| 1     | FC Tauberbischofsheim |          |
| 2     | Fechtclub Offenbach   |          |
| 3     | OFC Bonn              |          |

### Säbel (Einzel)
| Platz | Sportler          | Verein                |
| ----- | ----------------- | --------------------- |
| 1     | Martina Gutermuth | FC Tauberbischofsheim |
| 2     | Sandra Benad      | TSG Eislingen         |
| 3     | Susanne König     | FC Tauberbischofsheim |
| 3     | Diana Maier       | FC Tauberbischofsheim |